# 沈金龍
沈 金龍（しん きんりゅう、1956年10月 - ）は、中国人民解放軍の軍人、海軍上将。

## 経歴
1956年10月、上海市南匯区に生まれる。人民解放軍に入隊し、直ぐに海軍に配属される。
駆逐艦某支隊支隊長、旅順保障基地司令員、大連艦艇学院院長を歴任した。2010年7月、海軍少将に昇格する。2011年、海軍指揮学院院長に就任し、2014年8月、南海艦隊副司令員に就任する。2014年12月、南海艦隊司令員に就任。
2014年、臨時編成された小艦隊を率いハワイに赴き、環太平洋合同演習（リムパック）に参加した。
2016年7月、中将に昇格した。
2017年1月、海軍司令員に就任。2019年7月、上将に昇格した。